# Bengo (provins)
Bengo er en provins i Angola. Den har et areal på 31.371 km2
og et befolkningstal på 351.579 (2014) indbyggere. Caxito er hovedbyen i provinsen. Ifølge statistik fra 1988 boede 18.700 mennesker i urbane områder, mens 137.400 i jordbrugsområder, med en total på 156.100 indbyggere.
Provinsen grænser til provinserne Zaire i nord, Uige i nordøst, Cuanza Norte i øst og Cuanza Sul i syd. Den har to vestlige kyststrækninger langs Atlanterhavet, og danner en enklave omkring nationens hovedstadsprovins Luanda.
Distrikter:
- Ambriz
- Bengo
- Dande
- Icolo
- Muxima
- Nambuangongo

## Eksterne links
- angola.org.uk Arkiveret 13. februar 2008 hos  Wayback Machine
- Den amerikanske styremagts statistik fra 1988